# Hippocampus guttulatus
Il cavalluccio marino (Hippocampus guttulatus Cuvier, 1829) è un pesce d'acqua salata appartenente alla famiglia Syngnathidae, diffuso nel Mar Mediterraneo e nell'Oceano Atlantico orientale.

## Distribuzione e habitat
Questa specie è diffusa nel mar Mediterraneo, nel mar Nero e nell'oceano Atlantico orientale, dalle coste del Marocco fino alle Isole britanniche settentrionali alle coste della Germania sul mare del Nord, a profondità inferiori a 30 m.
Spesso reperibile in prossimità di piante acquatiche (Posidonia oceanica e Zostera prevalentemente) a cui si appiglia con la coda, ma può utilizzare come appiglio anche alghe che crescono sulle rocce. In diverse aree la specie si è localmente estinta o è comunque divenuta rara, principalmente a causa della pesca; tuttavia, in alcune zone costiere, quali le lagune, sono state segnalate popolazioni molto abbondanti, nonostante l'elevato inquinamento presente.

## Descrizione

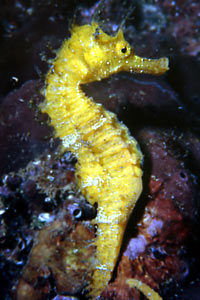
Un giovane esemplare

Di conformazione fisica tipica del cavalluccio marino, ha la particolarità di presentare sul corpo e sulla testa numerose escrescenze appuntite formate dall'esoscheletro. La livrea è uniforme, di colore giallo, talvolta marrone o rossastro, con fasce o puntini irregolari bianchi azzurrognoli. Il suo mimetismo è spesso eccezionale, difficile da individuare anche a distanza ravvicinata confondendosi abilmente con l'ambiente. Raggiunge una lunghezza massima di 15 cm.

## Riproduzione
È una specie ovovivipara. La femmina, dopo la fecondazione, depone le uova nella tasca posta sul ventre del maschio. Egli coverà le uova per 2-5 settimane fino alla loro schiusa, quando piccoli già formati usciranno dal ventre paterno.

## Alimentazione
H. guttulatus ha dieta onnivora: si nutre di piccoli pesci, alghe, gasteropodi, crostacei (prevalentemente gamberetti), anellidi, isopodi.